# Johanna Kootz
Johanna Kootz (* 1942) ist eine deutsche Bibliothekarin und Soziologin. Sie war eine Wegbereiterin der Frauenforschung und -förderung an der Freien Universität Berlin. 2004 wurde sie für ihr Lebenswerk mit dem Margherita-von-Brentano-Preis ausgezeichnet.

## Leben
Johanna Kootz absolvierte eine Ausbildung zur Bibliothekarin und studierte anschließend von 1965 bis 1971 Soziologie in München und Berlin. Ihre Diplomarbeit zusammen mit Gisela Steppke unter dem Titel Zur Frauenfrage im Kapitalismus wurde 1973 unter Mitarbeit der Germanistin Gisela Brandt im Suhrkamp Verlag veröffentlicht; bis 1987 folgten drei weitere Auflagen. Sie gilt als eine der ersten Studien zur Frauen- und Geschlechterforschung im deutschsprachigen Raum nach 1945 und laut Sabine Hark „als die erste deutschsprachige feministische Monografie, die im Radius der gerade entstehenden Schnittstelle zwischen Universität und Neuer Frauenbewegung geschrieben wurde“.
Johanna Kootz ist Mutter eines Sohnes. Eine Eheschließung kam für sie in den 1970er Jahren nicht in Frage, weil damit nach ihrer Ansicht eine gesellschaftliche und individuelle Diskriminierung verbunden gewesen sei. „Ohne die Frauenbewegung“, die auch Alternativen zur herkömmlichen Ehe und Kleinfamilie aufgezeigt habe, so Kootz 1977 in einem Gespräch mit Spiegel-Redakteurin Ariane Barth, „hätte ich nicht den Mut gehabt, den Gedanken an ein Kind zu erwägen“.

## Wirken
Seit den frühen siebziger Jahren war Johanna Kootz maßgeblich daran beteiligt, frauenrelevante Themen in Lehre und Forschung der FU einzubringen. Zu dieser Zeit waren die Möglichkeiten für Frauen Wissenschaft als Beruf ausüben können begrenzt und es gab kaum deutschsprachige Veröffentlichungen, die sich mit der Gleichberechtigung von Frauen beschäftigten. Ab Anfang der 1970er protestierten Studentinnen und Dozentinnen gegen die Unterrepräsentanz von Frauen in Forschung und Lehre und den Androzentrismus in der Wissenschaft. Die ersten Seminare für Frauenforschung – damals „Frauenseminare“ genannt – fanden an der Freien Universität Berlin in der Soziologie und Politologie statt. Zusammen mit den Soziologinnen Ulla Bock und Elisabeth Böhmer gehörte Johanna Kootz zur Planungsgruppe der Zentraleinrichtung zur Förderung von Frauenstudien und Frauenforschung an der Freien Universität Berlin (seit 2000: Zentraleinrichtung zur Förderung von Frauen- und Geschlechterforschung, ZEFG), nahezu zeitgleich mit den Aktivitäten an der Universität Bielefeld waren dies die ersten Einrichtungen in Westdeutschland, die „frauenspezifische Forschung“ (wie es damals hieß) und weiblichen wissenschaftlichen Nachwuchs förderten. 1981 übernahm sie als wissenschaftliche Mitarbeiterin die Leitung des Zentrums für Frauenforschung.
Um die Arbeit und Geschichte von Frauen sichtbar zu machen, baute Johanna Kootz an der FU eine Bibliothek zur Frauen- und Geschlechterforschung auf, die heute mehr als 6200 Bände und 20 laufende Zeitschriften und Periodika umfasst. Dazu dient auch die von ihr initiierte Dokumentation der frauenforschungsbezogenen Abschluss- und Qualifikationsarbeiten an der FU Berlin seit dem Jahr 1979 sowie der Aufbau der Datenbank Habilitierte Frauen in Deutschland seit 1970. Sie gehörte außerdem zu den Initiatorinnen des Rhoda-Erdmann-Programms, das Weiterbildungen für wissenschaftlich tätige Frauen während ihrer Qualifizierungsphase bietet.
Außerhalb der Universität war Johanna Kootz 1976 in Berlin an der Gründung des ersten Frauenhauses in Westdeutschland beteiligt und gehörte von 1977 bis 1980 zur wissenschaftlichen Begleitung dieses zunächst als Modellprojekt angelegten Hauses. Daraus entstand die erste umfassende Untersuchung über die Situation misshandelter Frauen und Gewalt in der Ehe in Westdeutschland.
1995 begann Johanna Kootz ihre Zusammenarbeit mit der Mahn- und Gedenkstätte Ravensbrück anlässlich des deutsch-israelischen Projekts „Victims and Survivors. Jewish Women Prisoners in Ravensbrück Concentration Camp During and After World War II“, eine Kooperation der Universität Tel Aviv und der FU Berlin. Sie bot in den folgenden Jahren am Otto-Suhr-Institut Lehrveranstaltungen und Projektkurse zu Geschlechterbeziehungen im Nationalsozialismus und zum Frauenkonzentrationslager Ravensbrück an, zu denen sie auch ehemalige Häftlinge einlud. Im Rahmen einer interdisziplinären Frauenforschungsgruppe der FU veröffentlichte sie 1997 zusammen mit der Gedenkstättenleiterin Insa Eschebach den Band Das Frauenkonzentrationslager Ravensbrück – Quellenlage und Quellenkritik. Sie beschäftigte sich insb. mit der Geschichte der weiblichen italienischen Häftlinge in Ravensbrück. Sie veranlasste die Übersetzung der Erlebnisberichte von Lidia Beccaria Rolfi und gab 2007 das Buch Zurückkehren als Fremde. Von Ravensbrück nach Italien: 1945-1948 und 2016 Als Italienerin in Ravensbrück heraus.
Nach dem Ausscheiden aus der Freien Universität 2003 blieb Johanna Kootz im „Internationalen Freundeskreis Mahn- und Gedenkstätte Ravensbrück“ aktiv.

## Auszeichnung
Für ihr Engagement in der Hochschulpolitik wurde sie 2004 mit dem Margherita-von-Brentano-Preis geehrt. Es sei ihr gelungen, „mit visionärem Engagement, Durchsetzungskraft und Ausdauer Generationen von Frauen nach allen Regeln der Kunst zu fördern.“ In seiner Laudatio sagte der Politologe Wolf-Dieter Narr:

„Es ist ihrem uneingeschränkten Einsatz und ihrer Auffassung, dass Wissen sich am besten potenzieren lässt, indem man es teilt, zu verdanken, dass sich weit über die Bundesrepublik Deutschland hinaus erfolgreiche Netzwerke von Wissenschaftlerinnen gebildet haben.“

## Publikationen
- Zur Frauenfrage im Kapitalismus, mit Gisela Brandt und Gisela Steppke. Suhrkamp Frankfurt am Main, Erstausgabe, 1. Auflage 1973, ISBN 978-3-518-00581-1
- Hrsg. mit Insa Eschebach: Das Frauenkonzentrationslager Ravensbrück: Quellenlage und Quellenkritik, FU Berlin 1997
- Hrsg.: Zurückkehren als Fremde. Von Ravensbrück nach Italien: 1945–1948, Erlebnisbericht nach Aufzeichnungen von Lidia Beccaria Rolfi, Metropol, Berlin 2007, ISBN 978-3-938690-67-3, Nachwort von Johanna Kootz, S. 181–200
- Hrsg.: Als Italienerin in Ravensbrück. Politische Gefangene berichten über ihre Deportation und ihre Haft im Frauen-Konzentrationslager, Metropol Verlag, Berlin 2016, ISBN 978-3-86331-324-1

Beiträge
- Carol Hagemann-White, Barbara Kavemann, Johanna Kootz: Hilfen für misshandelte Frauen. Abschlussbericht der wissenschaftlichen Begleitung des Modellprojektes Frauenhaus Berlin (= Band 124 Schriftenreihe des Bundesministers für Jugend, Familie und Gesundheit), Kohlhammer-Verlag, Stuttgart 1981
- Frauenförderungs- und Gleichstellungsprogramme in der Bundesrepublik Deutschland. In: Elke Kleinau, Claudia Opitz (Hrsg.): Geschichte der Mädchen- und Frauenbildung. Band 2: Vom Vormärz bis zur Gegenwart, Campus-Verlag, Frankfurt am Main 1996, ISBN 978-3-593-35413-2, S. 465–486
- Akzentverschiebungen oder TraditionenBrüche. Die Berliner Förderung von Frauen in Forschung und Lehre, in: Femina Politica 2/2001
- Die Interdisziplinäre Frauenforschungsgruppe Mahn- und Gedenkstätte Ravensbrück – FU Berlin. In: Petra Fank, Stefan Hördler (Hrsg.): Der Nationalsozialismus im Spiegel des öffentlichen Gedächtnisses. Formen der Aufarbeitung und des Gedenkens, Metropol Verlag, Berlin 2005, ISBN 978-3-938690-01-7, S. 311–322
- Deportiert aus dem Land der Verbündeten: Italienerinnen. In: Insa Eschenbach (Hrsg.): Das Frauen-Konzentrationslager Ravensbrück. Neue Beiträge zur Geschichte und Nachgeschichte, Metropol Verlag Berlin 2014, ISBN 978-3-86331-216-9, S. 31–50
- Die „Arbeitstreffen über Forschung zum KZ Ravensbrück unter Einbeziehung der Kategorie Geschlecht“ 1997 bis 2019, in: Sabine Arend, Petra Frank (Hrsg.): Ravensbrück denken. Gedenk- und Erinnerungskultur im Spannungsfeld von Gegenwart und Zukunft. Festschrift zum Abschied von Insa Eschebach als Leiterin der Mahn- und Gedenkstätte Ravensbrück, Metropol Verlag, Berlin 2020, ISBN 978-3-86331-539-9, S. 227–235
- Die Rückkehr italienischer Frauen aus dem Konzentrationslager Ravensbrück. In: Stiftung Hamburger Gedenkstätten und Lernorte (Hrsg.): NS-Verfolgte nach der Befreiung. Ausgrenzungserfahrungen und Neubeginn (Beiträge zur Geschichte der nationalsozialistischen Verfolgung 3). Wallstein, Göttingen 2022. ISBN 978-3-8353-5263-6, S. 33–44.